# Aleksander Sarnowicz
Aleksander Sarnowicz (ur. 10 stycznia 1878 w Radomiu, zm. 6 maja 1938 w Warszawie) – polski malarz.
Ukończył gimnazjum w Radomiu. W latach 1905−1910 studiował na Akademii Sztuk Pięknych w Krakowie pod kierunkiem Leona Wyczółkowskiego. Po studiach na dwa lata wyjechał do Francji i Austrii, przebywał w Paryżu i Salzburgu; następnie zamieszkał w Kijowie. Po wojnie w 1918 r. wrócił do kraju. 10 kwietnia 1919 r. wstąpił ochotniczo do Wojska Polskiego i służył w 7 pułku Ułanów Lubelskich (pułk legionowy) w stopniu wachmistrza. Podczas wojny w 1920 r. był ciężko ranny.
W 1912 r. pierwszy raz wystawił swoje prace w warszawskiej Zachęcie, a potem systematycznie i z dużym powodzeniem od 1921 r. do 1938 r. W czasie wojny namalował kilka kompozycji batalistycznych, ale jego twórczość – na którą składały się wyłącznie obrazy olejne – to przede wszystkim pejzaże, sceny z życia wsi i miasteczek, studia zwierząt (zwłaszcza koni). W swoich pracach nawiązuje do swojego ulubionego malarza – L. Chełmońskiego. W latach dwudziestych malował również motywy tatrzańskie i portrety górali.
Ożenił się 3 sierpnia 1921 r. w Radomiu z Natalią Kazimierą Cichowską. Po śmierci żony (22.06.1923) wyjechał na stałe do Mińska Mazowieckiego i mieszkał w koszarach 7 pułku ułanów jako malarz batalista. Został pochowany na cmentarzu Bródnowskim (kw. 32K-V-27).
Jego prace znajdują się w Muzeum Narodowym w Warszawie i Muzeum Okręgowym w Radomiu.

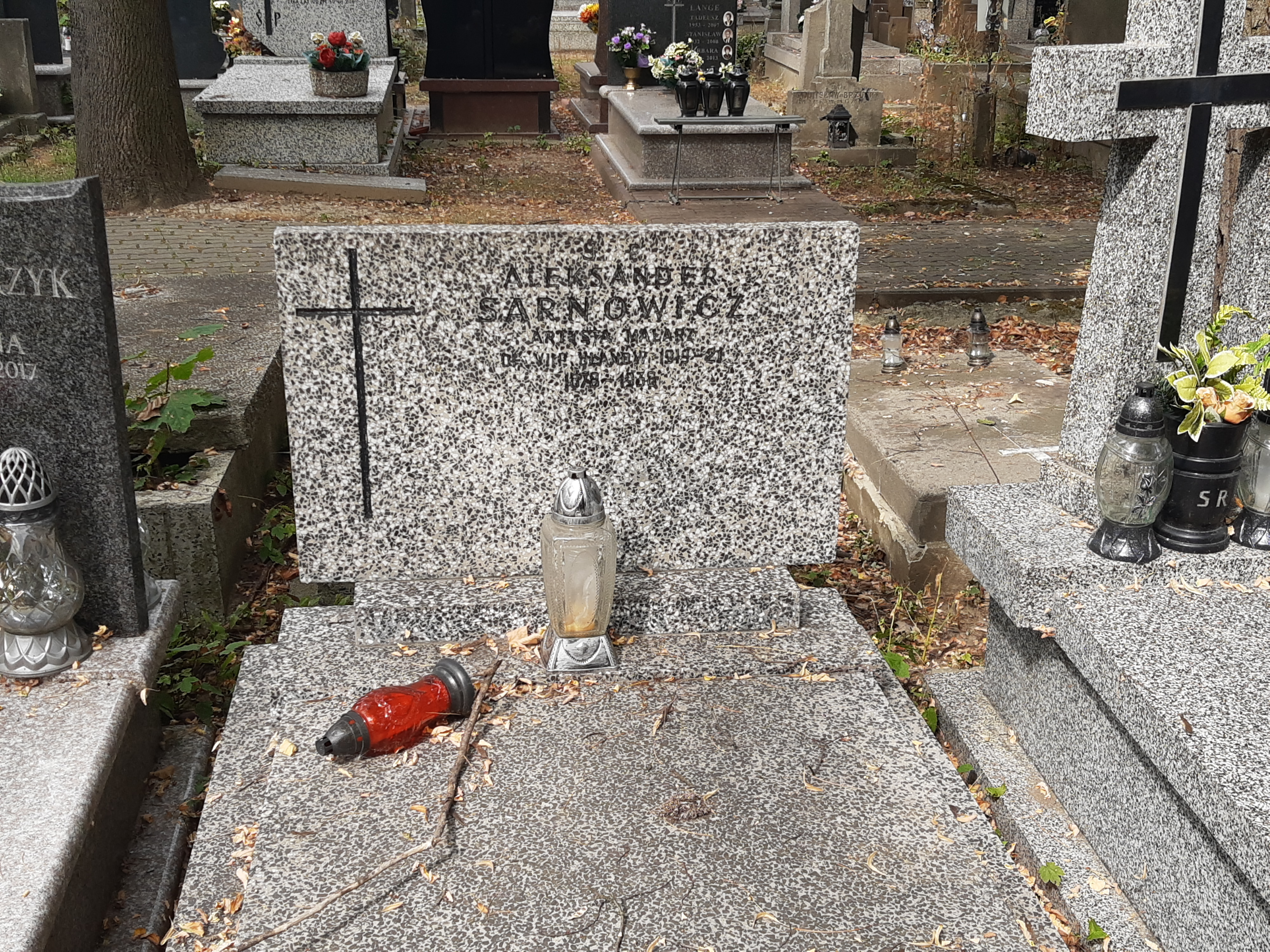
grób Aleksandra Sarnowicza na cmentarzu Bródnowskim

Na wniosek mieszkańców, w roku 2009, jednej z ulic w rodzinnym Radomiu nadano nazwę im. Aleksandra Sarnowicza.